# Ioan Ignat
Ioan Ignat (n. 3 aprilie 1869, Pănade, România – d. secolul al XX-lea) a fost un deputat în Marea Adunare Națională de la Alba Iulia, organismul legislativ reprezentativ al „tuturor românilor din Transilvania, Banat și Țara Ungurească”, cel care a adoptat hotărârea privind Unirea Transilvaniei cu România, la 1 decembrie 1918.

## Biografie și Activitatea Politică
Ioan Ignat s-a născut la 3 aprilie 1869 în comuna Pănade, județul Târnava-Mică. În anul 1918 a îndeplinit funcția de învățător director al școalei primare din comuna Spini, Județul Târnava-Mică. La Marea Adunare Națională de la Alba Iulia a luat parte în calitate de delegat al comunei Spini, județul Târnava-Mică.